# Bibliotheca historica
Bibliotheca historica (em grego clássico: Βιβλιοθήκη Ἱστορική, lit.  "Biblioteca Histórica") é uma obra de história universal, das primeiras das quais se tem registro, de Diodoro Sículo publicada no século I a.C. Era composta por quarenta livros, organizados em três seções. A primeira seção compreende os seis primeiros livros, com temática geográfica, e descreve a história e a cultura do Egito (livro I), da Mesopotâmia, da Índia, da Cítia e da Arábia (livro II), do Norte da África (livro III) e da Grécia e da Europa (livros IV–VI). A segunda seção, que vai dos livros VII ao XVII, narra a história humana desde a Guerra de Troia até a morte de Alexandre, o Grande. A última seção, do livro XVII até o final, trata dos eventos históricos a partir dos sucessores de Alexandre até 60 a.C. ou o início da Guerra da Gália de César em 59 a.C. 
O final da obra se perdeu, de modo que não se sabe com certeza se Diodoro chegou a abordar o início da Guerra da Gália, conforme prometido na introdução, ou se, como sugerem algumas evidências, teria encerrado sua escrita em 60 a.C., já idoso e exausto com o trabalho. O autor escolheu o título Bibliotheca para indicar que a obra era composta a partir da reunião de diversas fontes. Entre os autores dos quais extraiu material, alguns identificados são: Hecateu de Abdera, Ctesias de Cnido, Éforo, Teopompo, Hierônimo de Cárdia, Duris de Samos, Diilo, Filisto, Timeu, Políbio e Posidônio.
A Bibliotheca historica não se preservou integralmente; apenas os cinco primeiros livros e os livros 11 a 20 foram conservados. Os demais existem apenas em fragmentos, presentes em Fócio e nos Excerpta de Constantino Porfirogênito.

## Cronologia

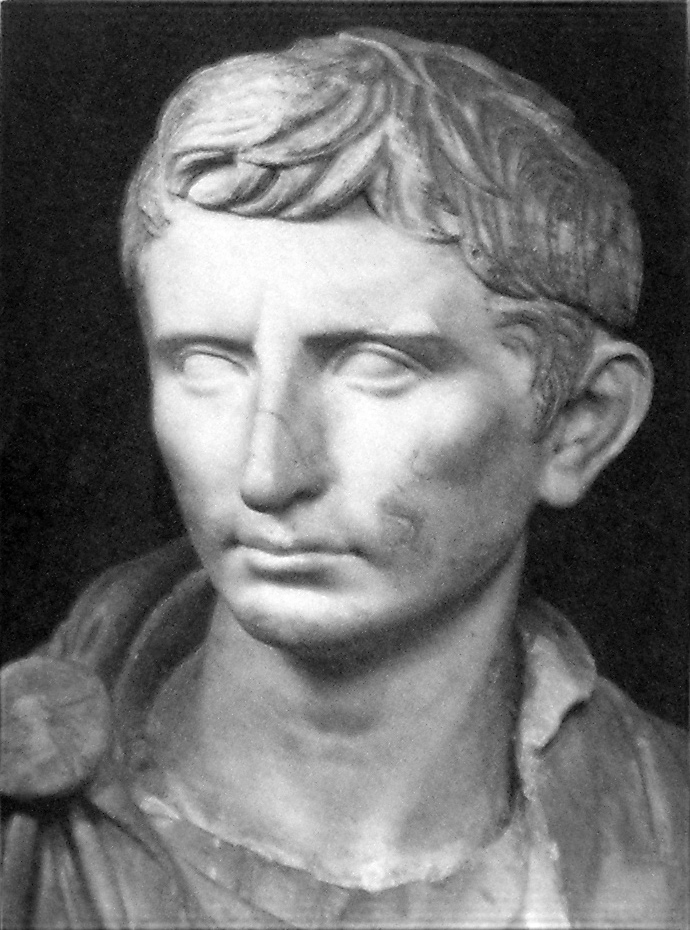
A história da Bibliotheca foi concluída em algum momento entre 36 e 30 a.C., durante o período do Segundo Triunvirato e da vitória de Otaviano sobre Marco Antônio e Cleópatra VII.

A data mais antiga mencionada por Diodoro é a de sua visita ao Egito durante a 180ª Olimpíada (entre 60 e 56 a.C.). Esse episódio é marcado por seu relato sobre uma multidão enfurecida que exigia a execução de um cidadão romano por ter matado acidentalmente um gato — animal sagrado para os antigos egípcios (Bibliotheca historica 1.41, 1.83).
O último evento registrado por Diodoro é a vingança de Otaviano contra a cidade de Tauromênio, que se recusara a apoiá-lo, contribuindo para sua derrota naval na região em 36 a.C. (16.7). Como Diodoro não menciona que o Egito se tornou uma província romana — fato ocorrido em 30 a.C. — presume-se que a publicação de sua obra completa tenha ocorrido antes desse evento.
Diodoro afirma ter dedicado trinta anos à composição de sua história, período no qual teria empreendido diversas viagens pela Europa e Ásia com o objetivo de aprofundar suas pesquisas.

## Estrutura
Na Bibliotheca historica, Diodoro propõe-se a escrever uma história universal, abrangendo todo o mundo conhecido pelos gregos na época e todos os períodos históricos. Cada livro começa com um índice e um prefácio, nos quais são discutidas a relevância da história, questões relacionadas à escrita histórica e o significado dos eventos tratados naquele volume. É geralmente aceito pela historiografia que esses prefácios são integralmente de autoria do próprio Diodoro. O grau em que o restante do texto deriva de obras históricas anteriores é objeto de debate.
Os cinco primeiros livros descrevem a história e a cultura de diferentes regiões, sem a tentativa de estabelecer uma cronologia relativa entre os eventos. Diodoro manifesta sérias dúvidas sobre a possibilidade de se estabelecer tal cronologia para terras consideradas "bárbaras" e para o passado remoto. Esses livros apresentam afinidades com o gênero geográfico.
Os livros seis a dez, que tratavam da transição entre os tempos míticos e o período arcaico, estão quase totalmente perdidos. No décimo livro, Diodoro adotou uma estrutura de anais, narrando todos os eventos ocorridos no mundo em um determinado ano antes de avançar para o ano seguinte. Os livros onze a vinte, que foram preservados integralmente e cobrem o período entre 480 a.C. e 302 a.C., mantêm essa estrutura de anais. Já os livros vinte e um a quarenta, que levavam a narrativa até o tempo do próprio Diodoro, encerrando-se por volta de 60 a.C., estão em sua maioria perdidos ou preservados apenas em fragmentos.

### Livro I: Egito
O primeiro livro começa com um prólogo sobre a obra como um todo, argumentando sobre a importância da história em geral e da história universal em particular. O restante do livro é dedicado ao Egito e dividido em duas partes. Na primeira, Diodoro trata da origem do mundo e do desenvolvimento da civilização egípcia. Uma longa discussão sobre as teorias de diferentes estudiosos gregos acerca das enchentes anuais do Rio Nilo demonstra sua ampla leitura no tema. Na segunda parte, apresenta a história do país, seus costumes e religião, adotando um tom altamente respeitoso. Acredita-se que suas principais fontes tenham sido Hecateu de Abdera e Agatárquides de Cnido.

### Livro II: Ásia
Este livro apresenta apenas um breve prólogo com a descrição de seu conteúdo. A maior parte é dedicada à história dos assírios, com foco nas conquistas míticas de Nino e Semíramis, na queda da dinastia sob o efeminado Sardanápalo e na ascensão dos Medos, que os sucederam. Essa seção é explicitamente derivada do relato de Ctésias de Cnido (capítulos 1–34). O restante do livro aborda diversos outros povos da Ásia. Primeiro, Diodoro descreve a Índia, com base em Megástenes (capítulos 35–42), depois os Citas da estepe eurasiana, incluindo as amazonas e os hiperbóreos (capítulos 43–47), e, por fim, a Arábia Feliz (capítulos 48–54). O livro termina com o relato da jornada do viajante Jâmbulo a um grupo de ilhas no Oceano Índico, baseado, ao que tudo indica, em um romance utópico helenístico.

### Livro III: África
Neste livro, Diodoro descreve a geografia do Norte da África, incluindo a Etiópia, as minas de ouro do Egito, o Golfo Pérsico e a Líbia, mencionando figuras míticas como as Górgonas, as Amazonas, Amon e Atlas. Com base nos escritos de Agatárquides, descreve a mineração de ouro no Egito em condições de extremo sofrimento:
E aqueles que foram condenados dessa forma — e eles são uma grande multidão e estão todos acorrentados — trabalham em sua tarefa incessantemente, tanto de dia quanto durante toda a noite... Pois nenhuma clemência ou trégua de qualquer tipo é dada a qualquer homem que esteja doente, ou mutilado, ou idoso, ou no caso de uma mulher por sua fraqueza, mas todos, sem exceção, são compelidos por golpes a perseverar em seus trabalhos, até que, por maus-tratos, morram em meio às suas torturas.

### Livro IV: Mitologia grega
Neste livro, Diodoro apresenta a mitologia grega, narrando os mitos de Dionísio, Príapo, as Musas, Hércules, os Argonautas, Medeia, o herói Teseu e os Sete contra Tebas.

### Livro V: Europa
No quinto livro, Diodoro descreve a geografia da Europa, abordando as ilhas da Sicília, Malta, Córsega, Sardenha e Ilhas Baleares. Em seguida, trata da Grã-Bretanha, Basileia, Gália, Península Ibérica e das regiões da Ligúria e Tirrênia, na Península Itálica. Por fim, apresenta as ilhas de Hiera e Panchaea, no oceano meridional, e diversas ilhas gregas.

### Livros VI–X: Guerra de Troia e Grécia Arcaica
Os livros VI a X sobreviveram apenas em fragmentos. Eles tratam de eventos anteriores e posteriores à Guerra de Troia, incluindo as histórias de Belerofonte, Orfeu, Eneias e Rômulo; relatos sobre cidades como Roma e Cirene; narrativas sobre reis como Creso e Ciro; e menções a filósofos como Pitágoras e Zenão.